# 石川義當
石川 義當（いしかわ よしまさ）は、江戸時代前期の旗本。貞當系石川家（大島石川家）2代。

## 生涯
正保4年（1647年）石川貞當の嫡男として誕生。母は、鷲尾隆量（権大納言）の娘である。承応2年6月29日（1653年7月23日）父死去に伴い遺跡を継ぎ旗本寄合席に列する。生後外祖母の姓上野氏を称していたが、承応3年2月19日（1654年4月6日）将軍徳川家綱に拝謁し、石川姓に復した。元禄12年12月5日（1700年1月24日）致仕し、享保元年2月24日（1716年3月17日）江戸水道橋の屋敷で死去する。